# Stazione di Arcene
Stazione di Arcene vasútállomás Olaszországban, Lombardia régióban, Arcene településen.

## Vasútvonalak
Az állomást az alábbi vasútvonalak érintik:
- Milánó–Bergamo-vasútvonal

## Kapcsolódó állomások
A vasútállomáshoz az alábbi állomások vannak a legközelebb:
- Stazione di Treviglio Ovest
- Stazione di Verdello-Dalmine